# داوری پاریس

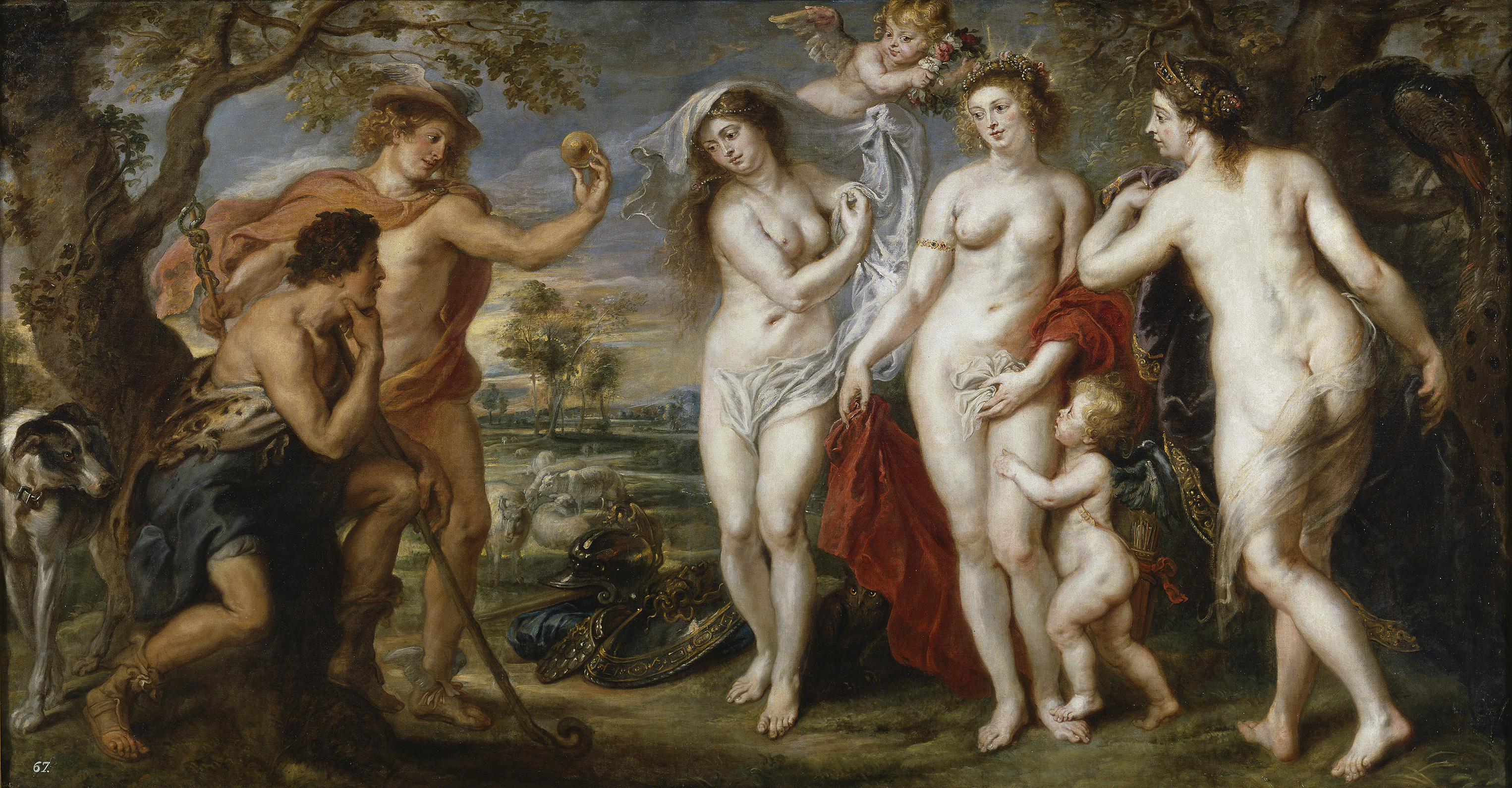
«داوری پاریس» اثر پیتر پل روبنس، ۱۶۳۹، موزه دل پرادو مادرید

داوری پاریس (انگلیسی: Judgement of Paris) ماجرایی در اسطوره‌شناسی یونانی است که از عوامل به‌وجودآورندهٔ جنگ تروا به‌شمار می‌آید.

## روایت ماجرا
زئوس ضیافتی برای جشن ازدواج پلئوس و ثتیس برگزار کرد. اریس، الههٔ نفاق و کشمکش، به خاطر طبیعت مشکل‌سازش دعوت نشد، و او پس از مشخص شدن عدم دعوتش، سیب زرینی به داخل مهمانی پرت کرد که روی آن نوشته شده بود: برای زیباترین زن. سه الهه: هرا، آتنا و آفرودیته، هر سه مدعی مالکیت سیب شدند. 
آنها از زئوس خواستند داوری کند. زئوس که نمی‌خواست دخالت کند، پاریس اهل تروا را به عنوان داور انتخاب کرد. پاریس قبلاً منصف بودن‌اش را اثبات کرده بود، زمانی که خدایی در شکل گاو نر، ادعای مالکیت جایزه را کرد و او جایزه را بی‌درنگ به آرس داد.
زئوس سیب را به هرمس داده و از او خواست آن را به پاریس داده و به او بگوید که الهه‌ها بدون هیچ بحثی نظر او را خواهند پذیرفت. چون هر سه الهه می‌خواستند صاحب سیب باشند، هر سه لباس خود را درآورده و بدن برهنهٔ خود را به پاریس نشان دادند. هر سه هم به او در ازای مالکیت سیب پیشنهاد رشوه دادند. هرا به او پیشنهاد پادشاهی اروپا و آسیا را داد، آتنا به او پیشنهاد خرد و مهارت در نبرد را داد، و آفرودیته همسر منالئوس، زیباترین زن دنیا هلن اسپارت (دختر زئوس که بعدها لقب هلن تروا را گرفت) را پیشنهاد داد. پاریس پیشنهاد آفرودیته را برگزید، تصمیمی که در نهایت موجب آغاز جنگ تروآ شد.

## دزدیده شدن هلن و آغاز جنگ
بسیاری خواستگار او بودند، اما ناپدری‌اش، توندارئوس، از همه خواستگاران قول گرفت که آن‌چه هلن برمی‌گزیند را بپذیرند و حامی شوهرش باشند. هلن، منلائوس را برگزید. وقتی او با پاریس گریخت، همه شاهزادگان بنا به پیمان، به کمک منلائوس آمدند و جنگ تروآ درگرفت.
لشکرکشی یونانیان برای بازیابی هلن از پاریس در تروا ، مبنای اساطیری جنگ تروآ است . بر اساس برخی داستان ها هلن تروا توسط پاریس و گروهی از تروجان ها ربوده شد، در برخی دیگر او به راحتی از پاریس پیروی کرد زیرا او نیز نسبت به او محبت داشت.  پس از جنگ و سقوط تروآ، او را به منلائوس بازگرداندند، که تا پایان عمر نزد او ماند.

## نگارخانه

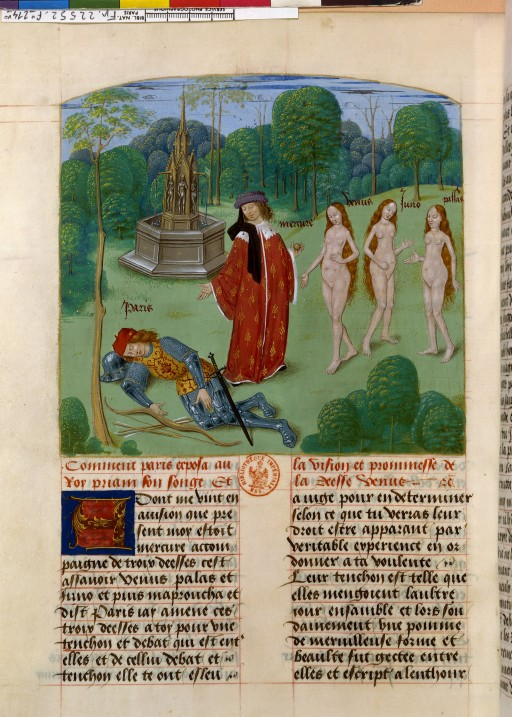
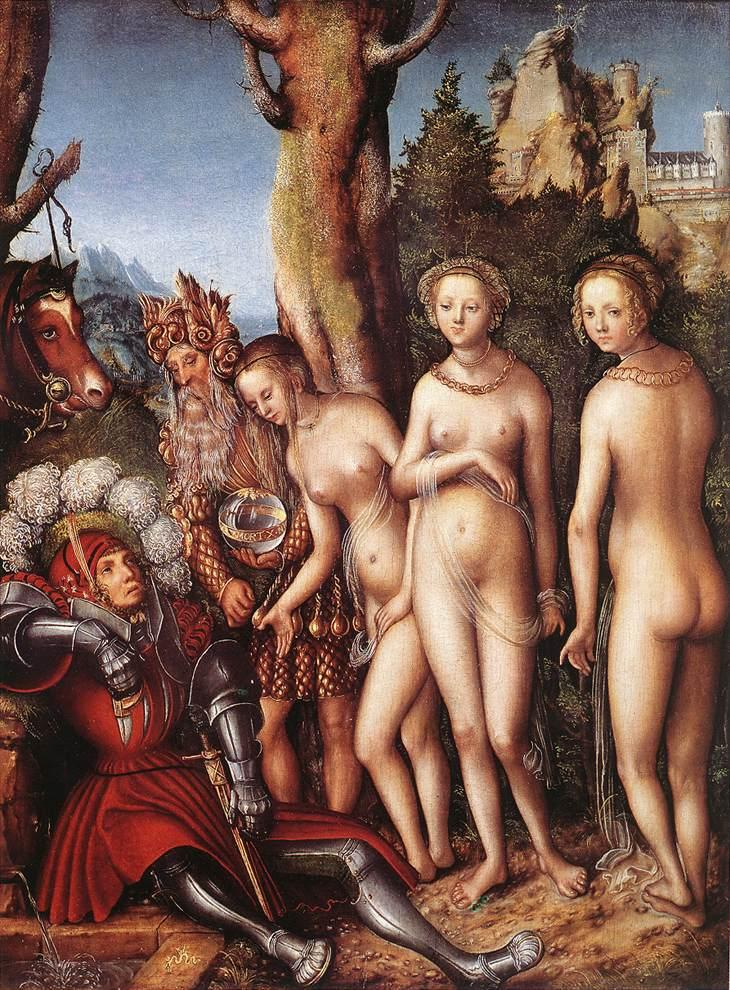
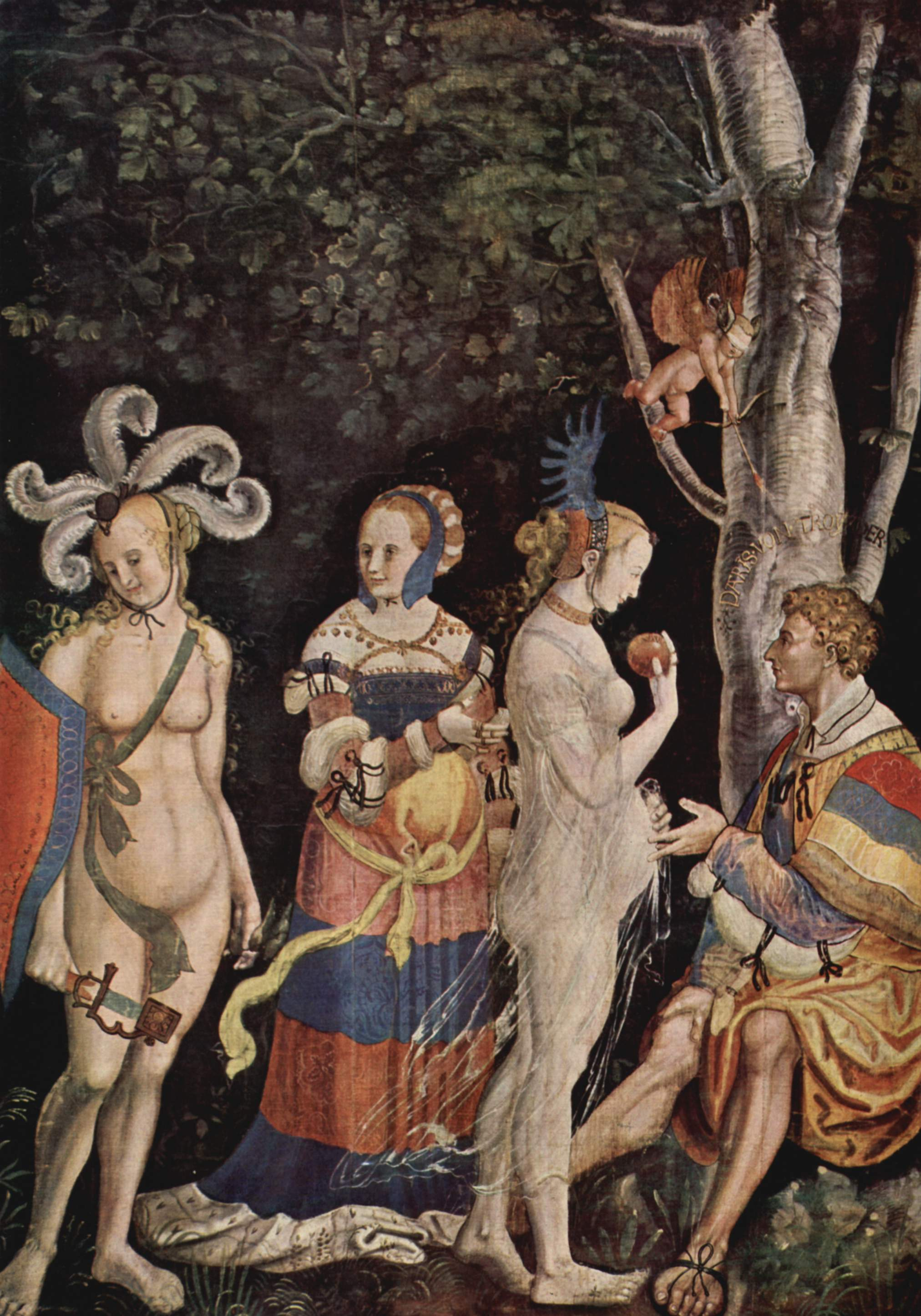
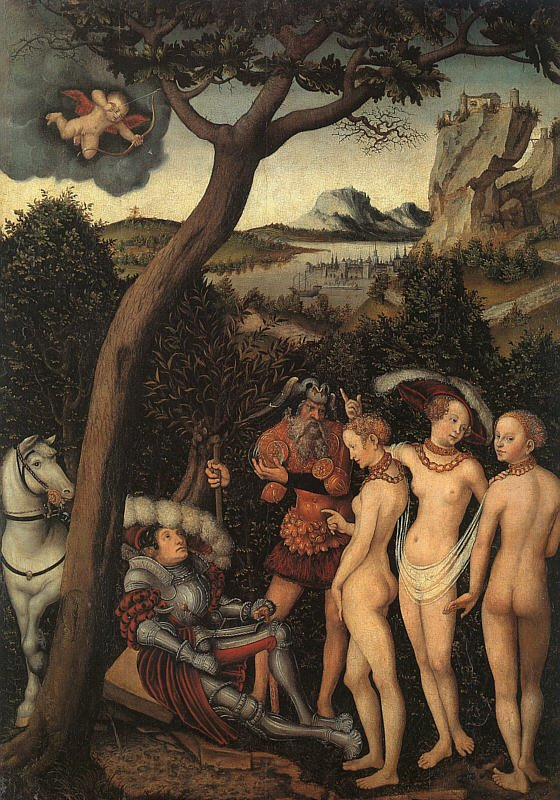
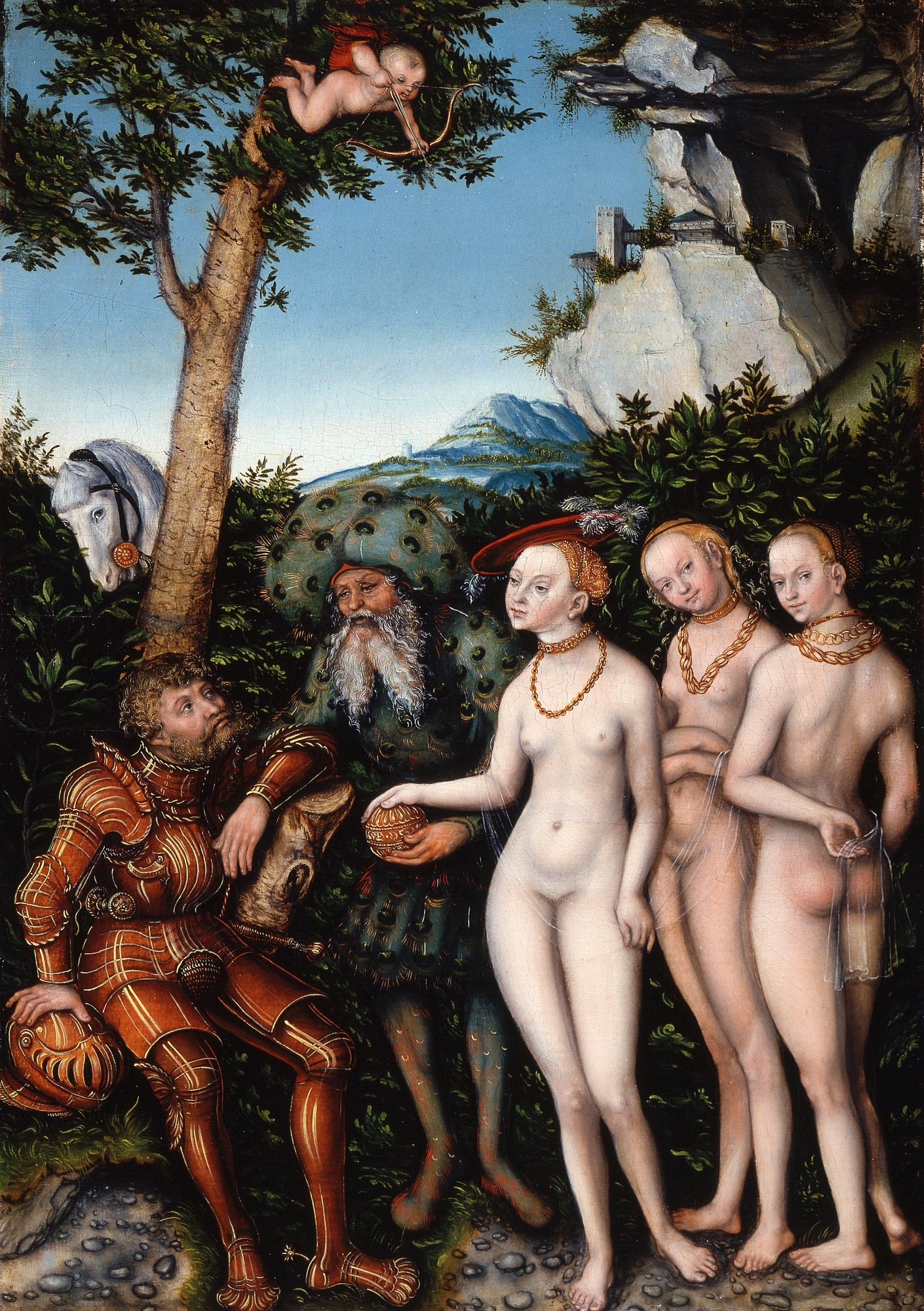
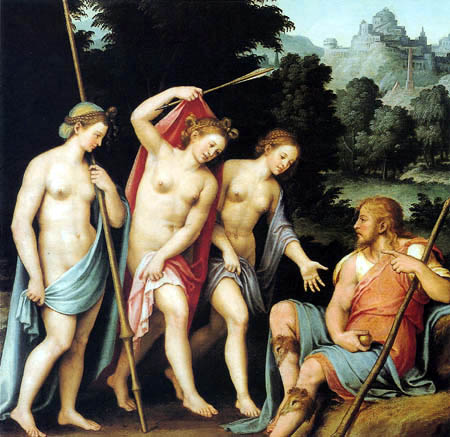
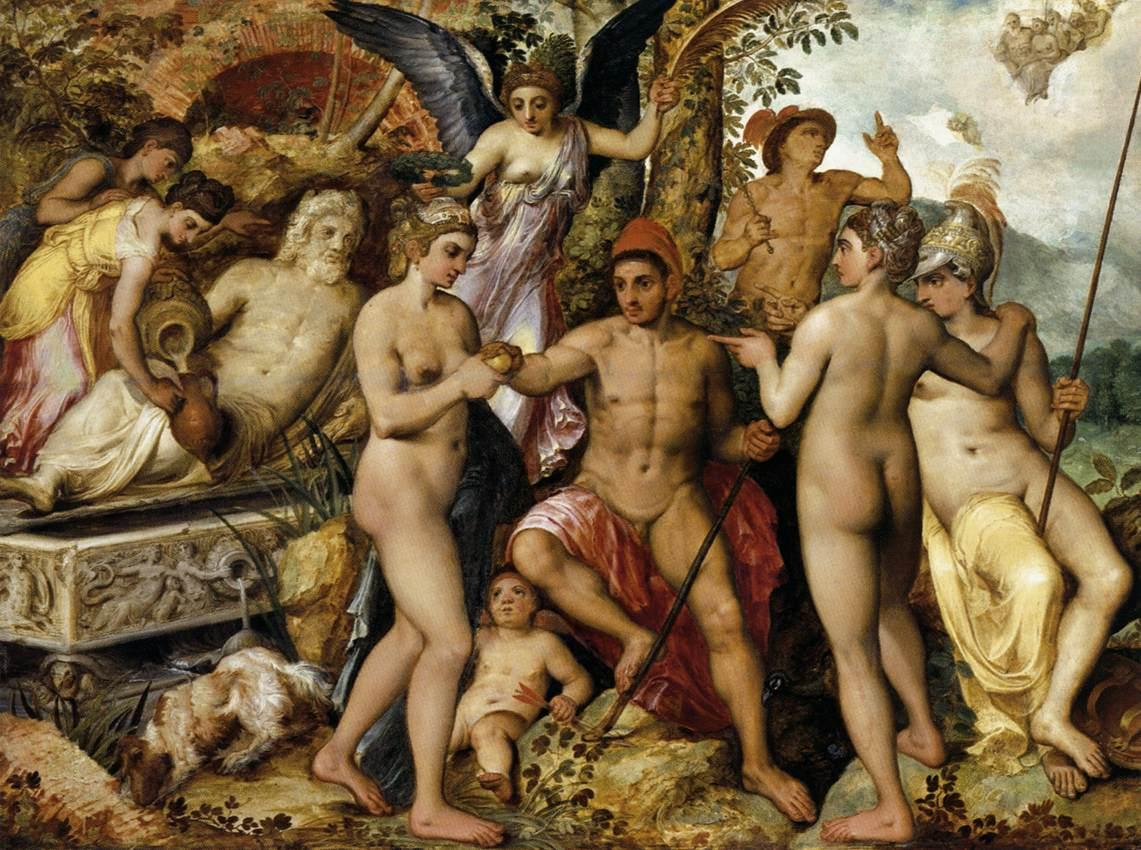
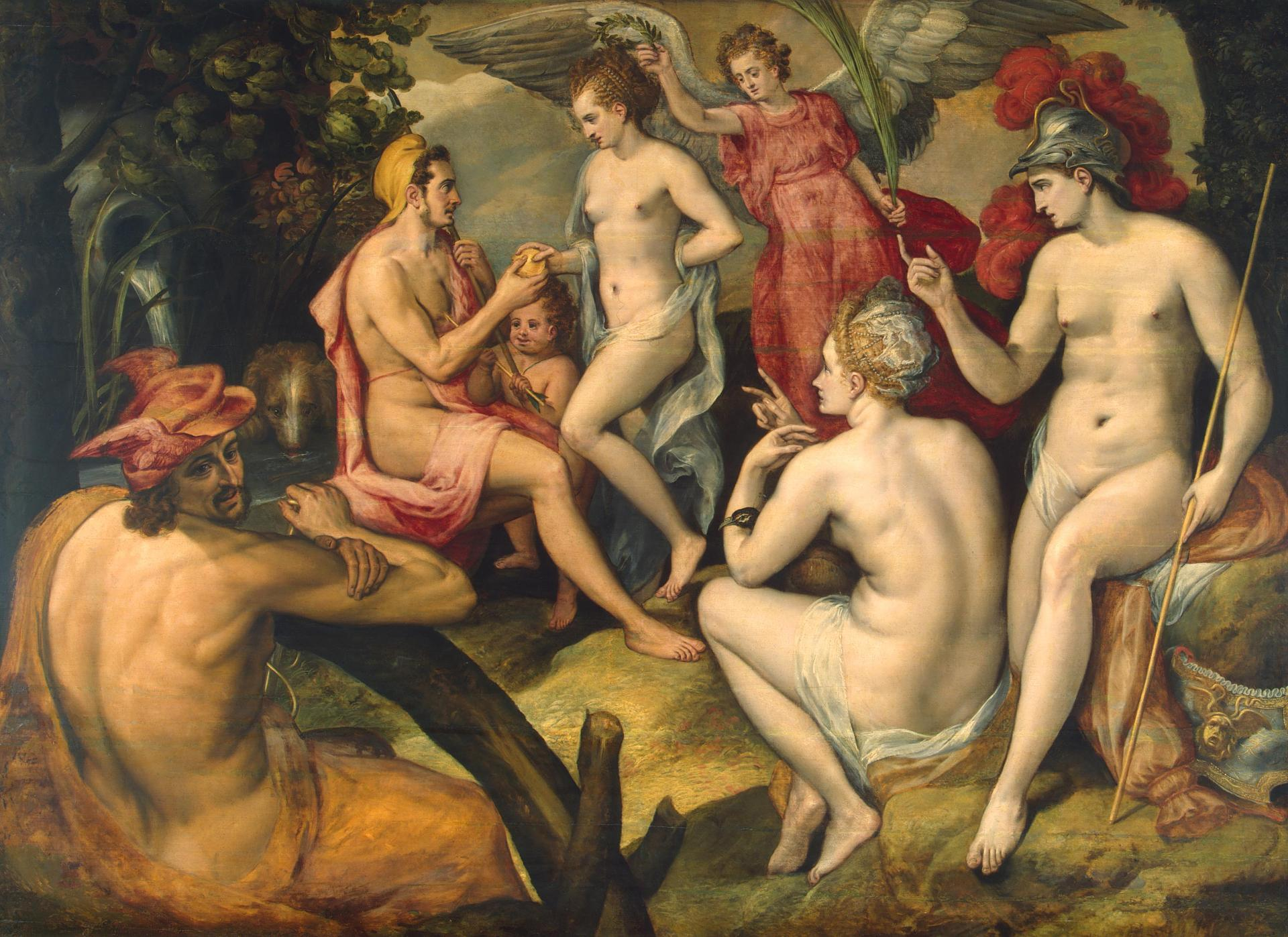
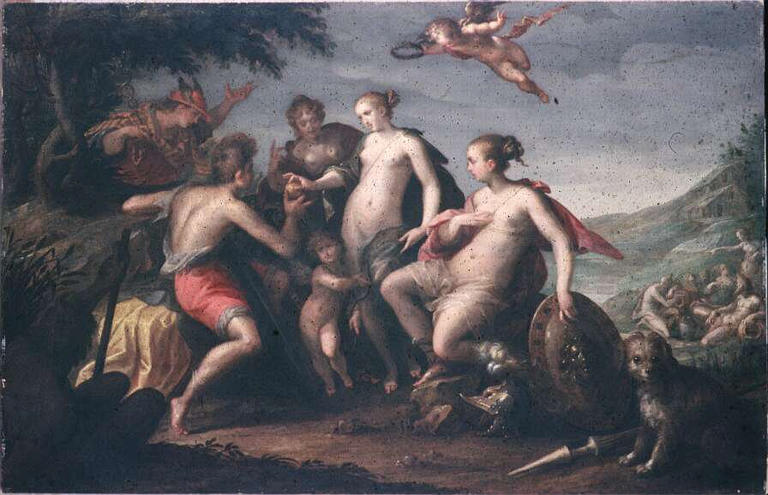
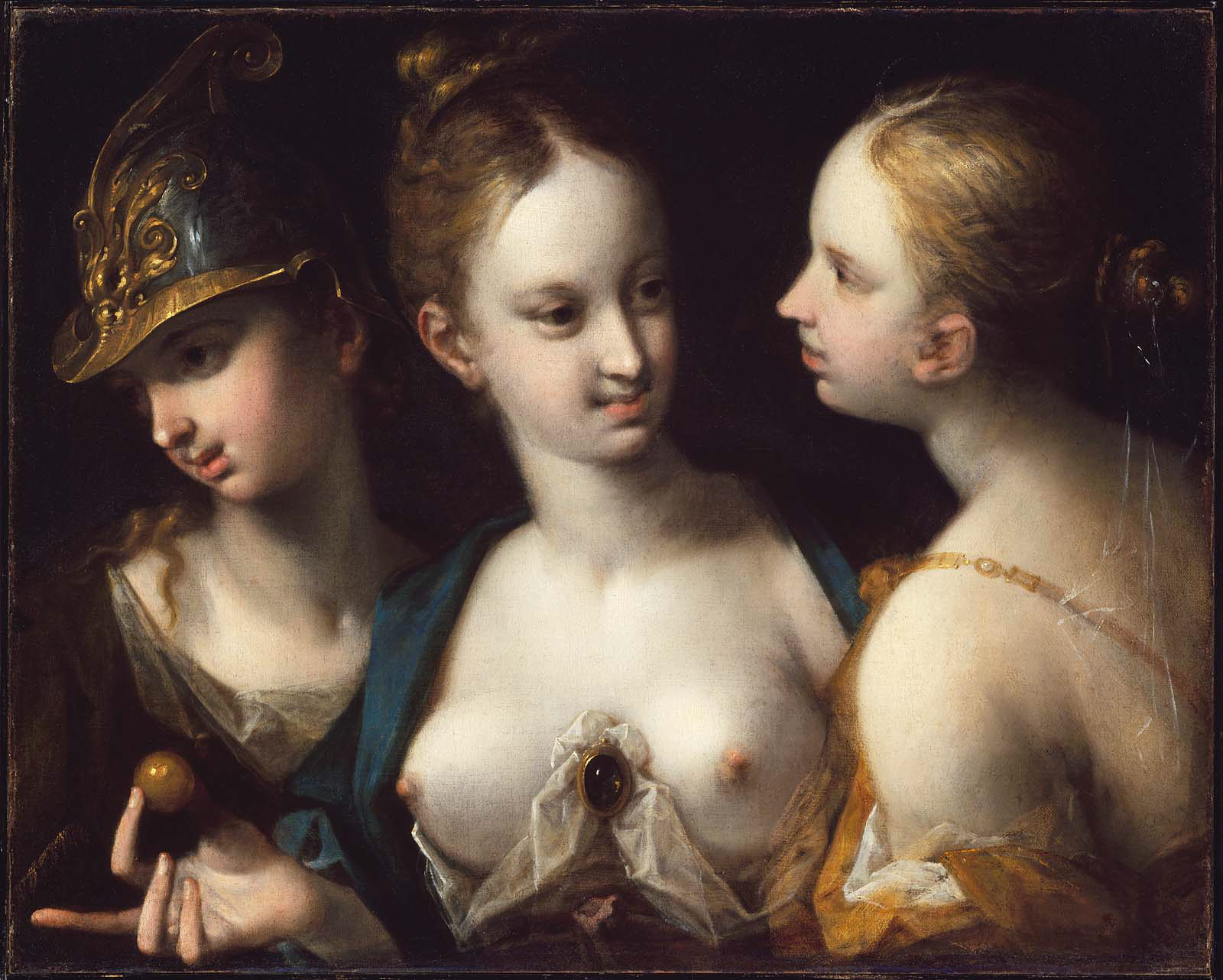
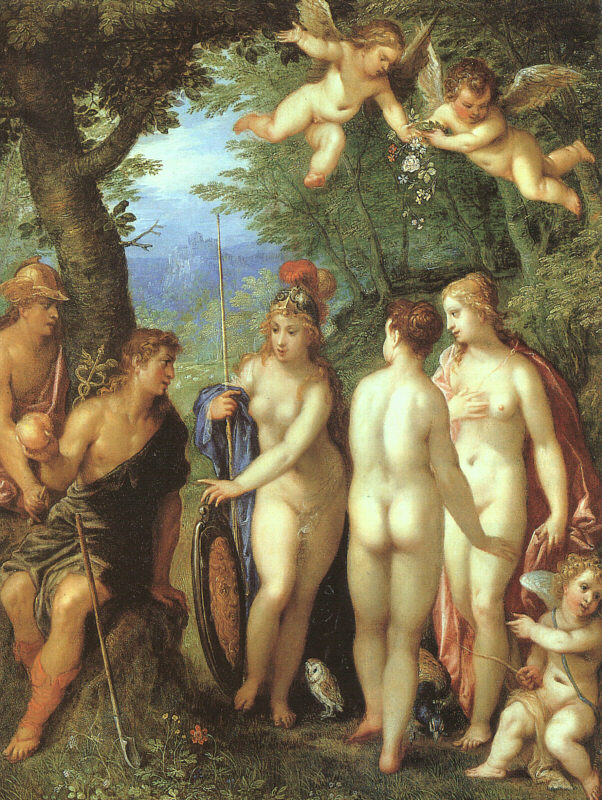
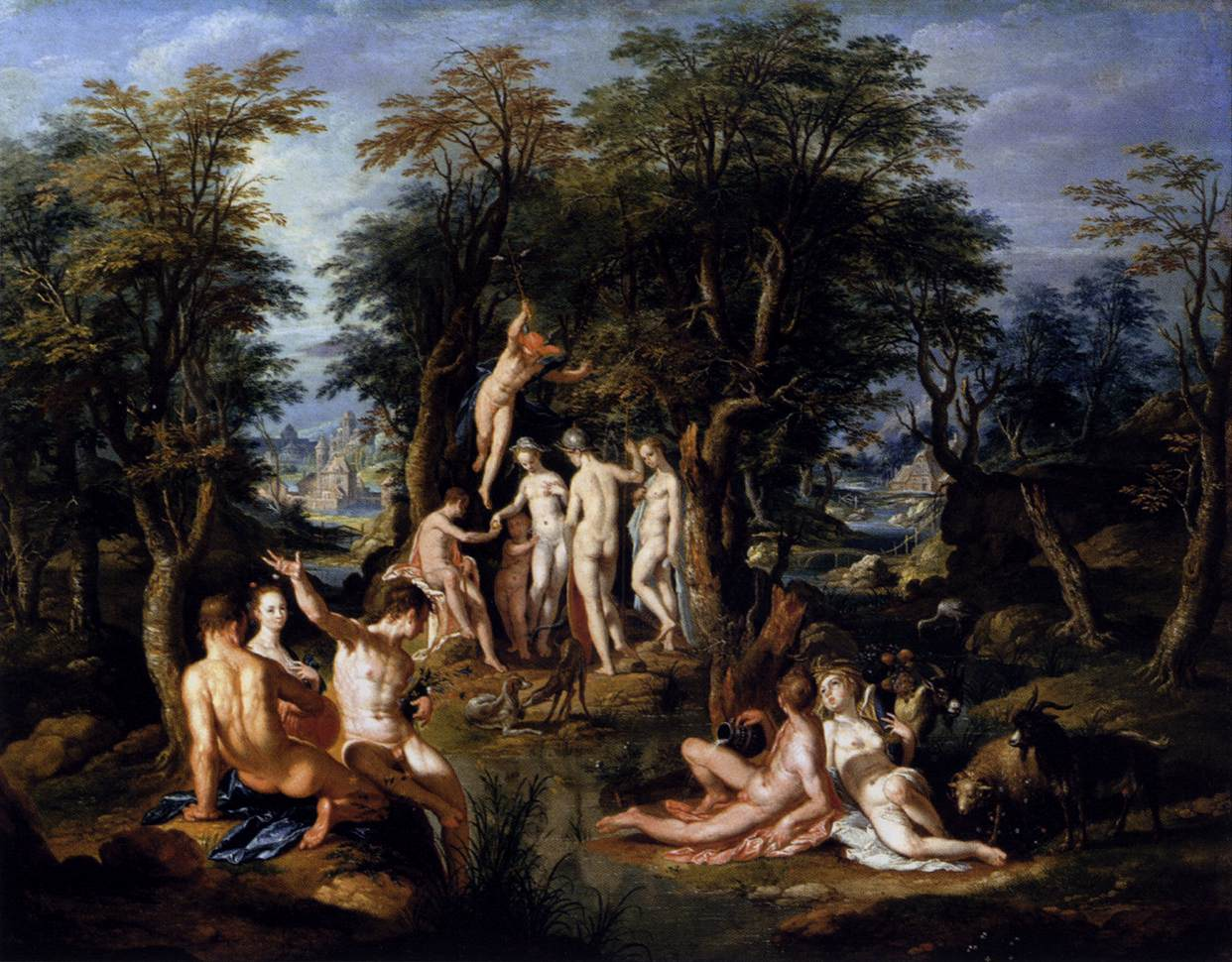
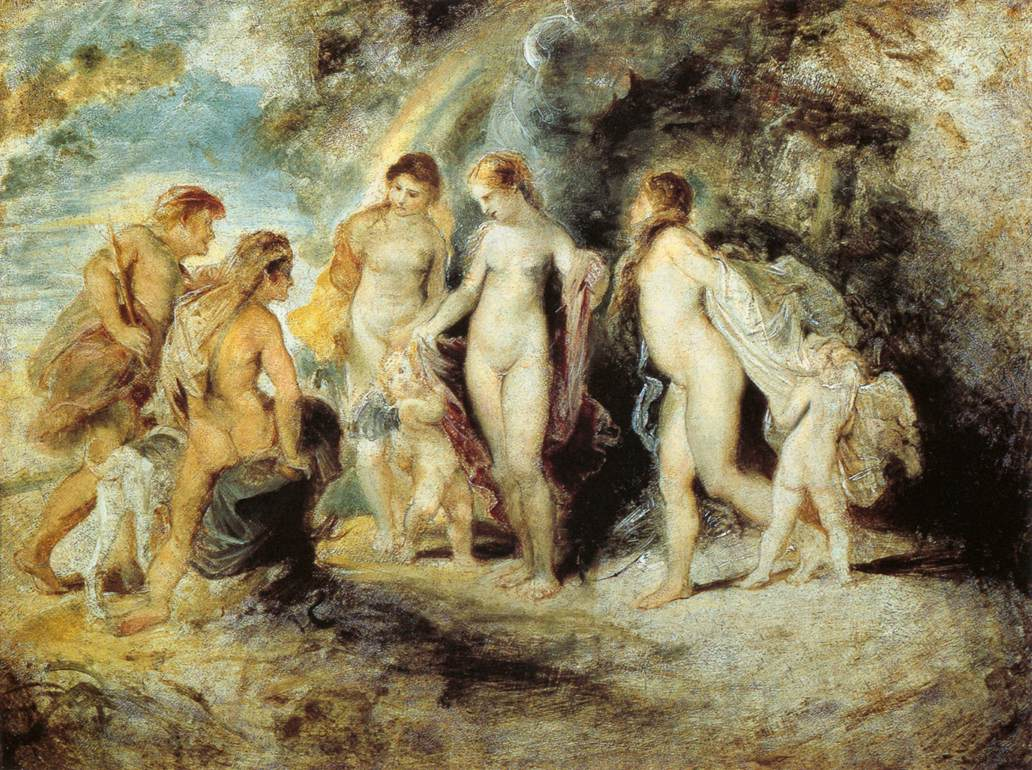
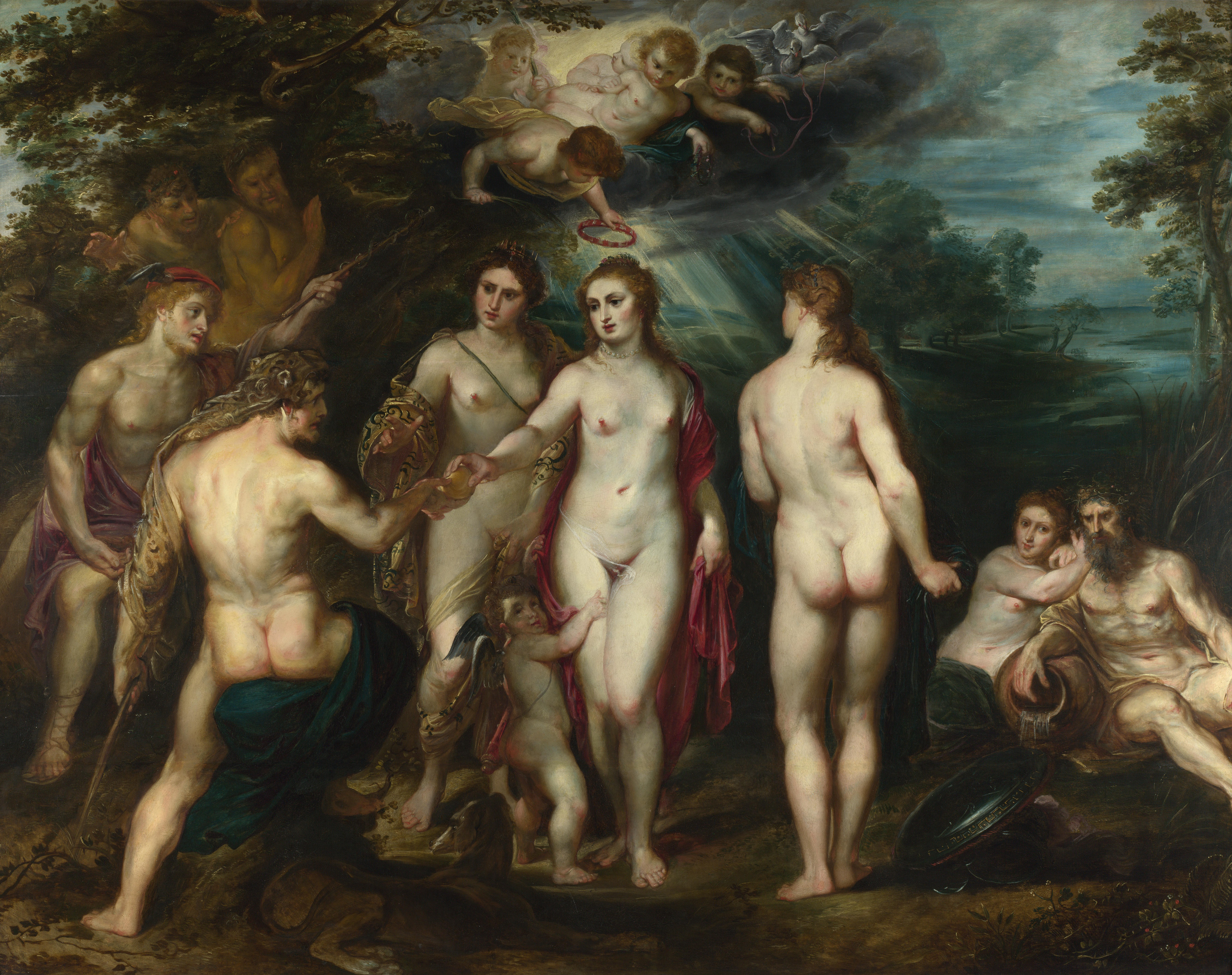
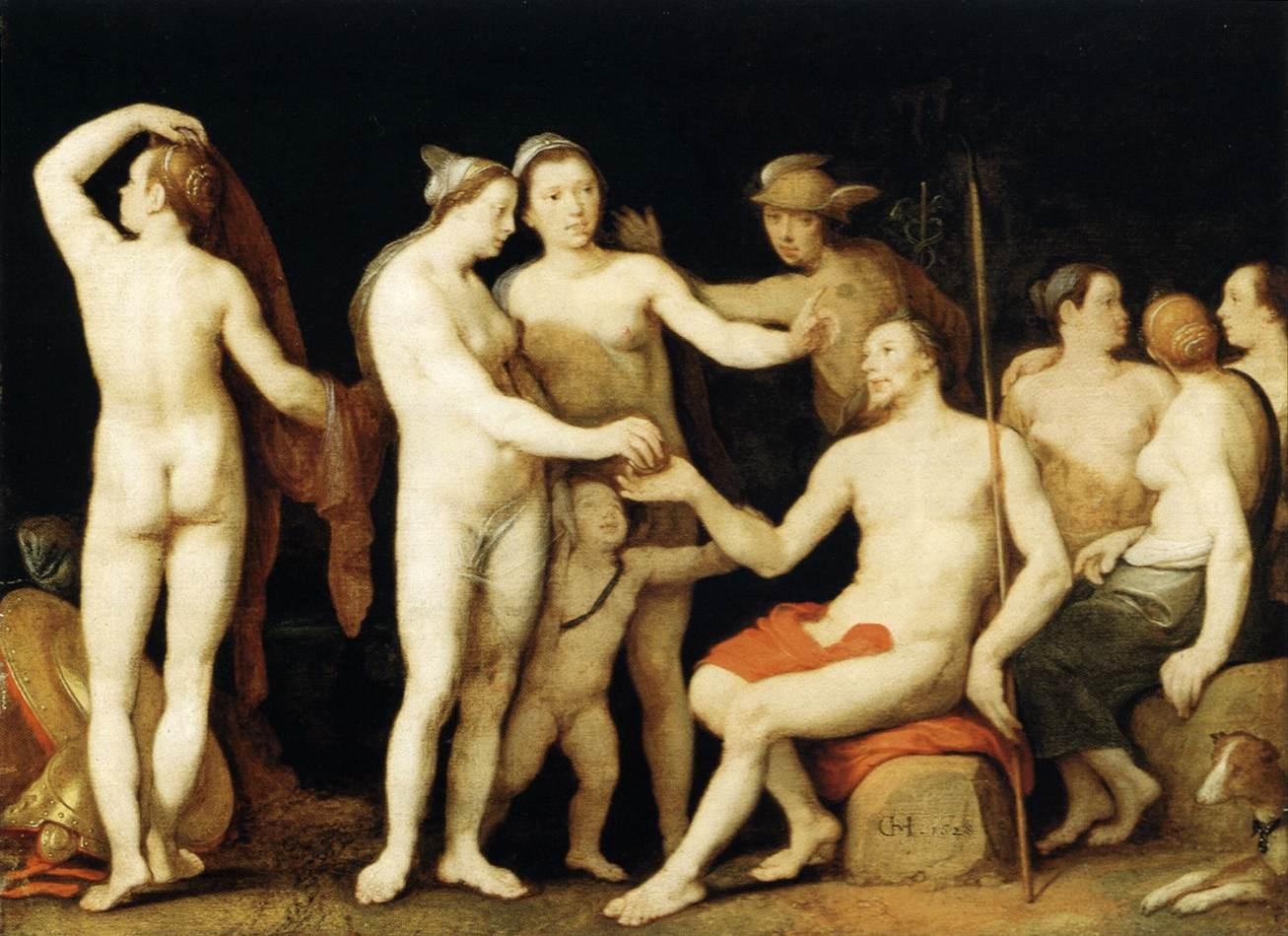
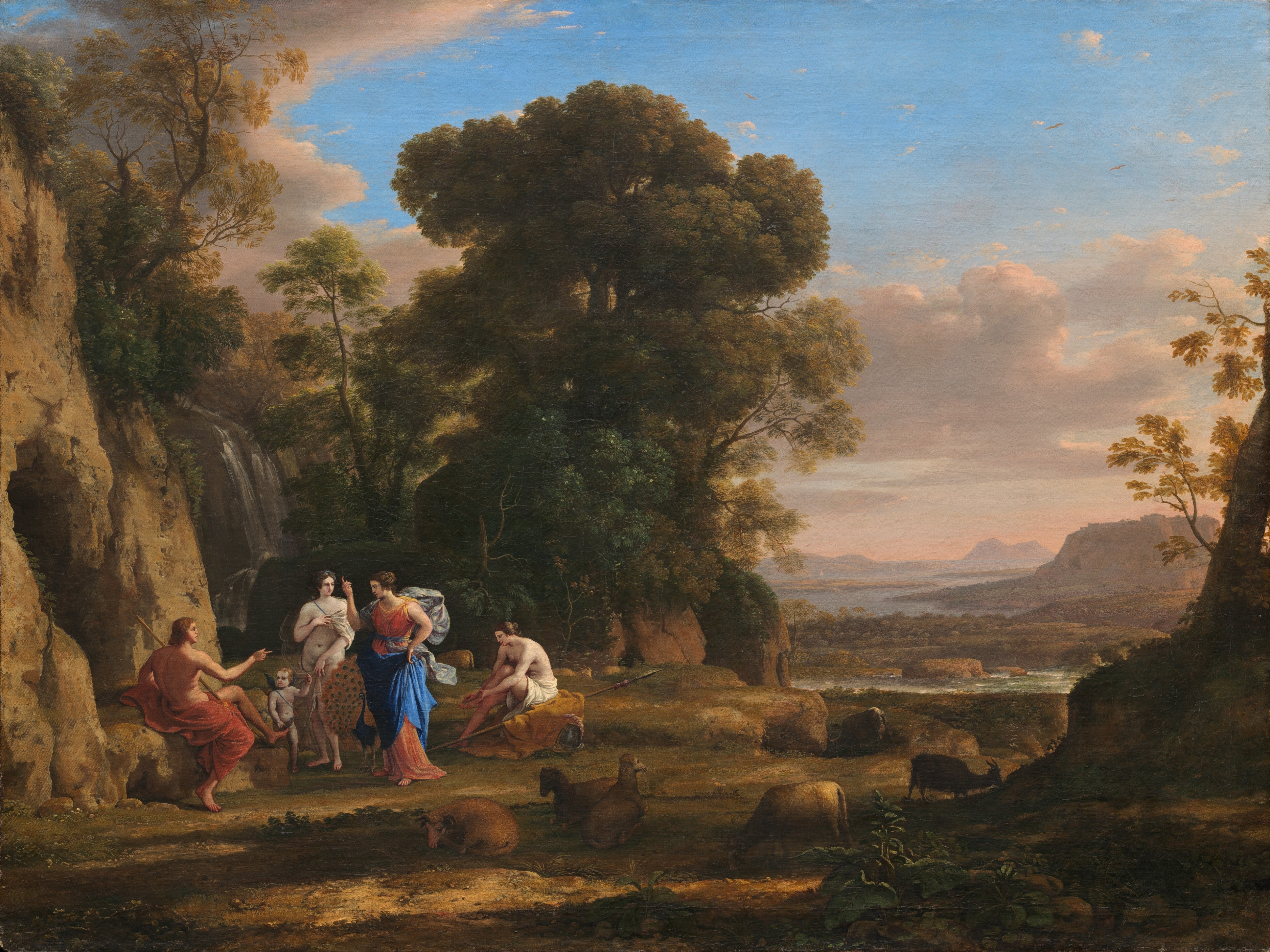
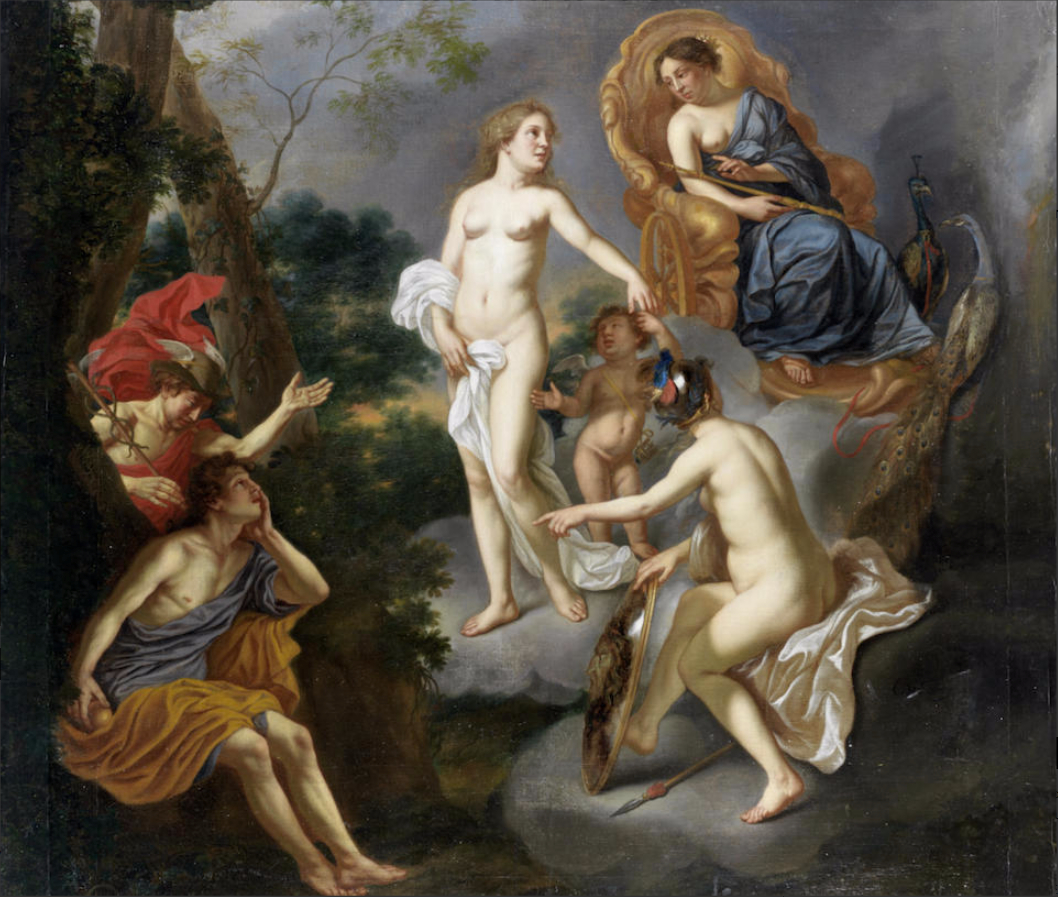
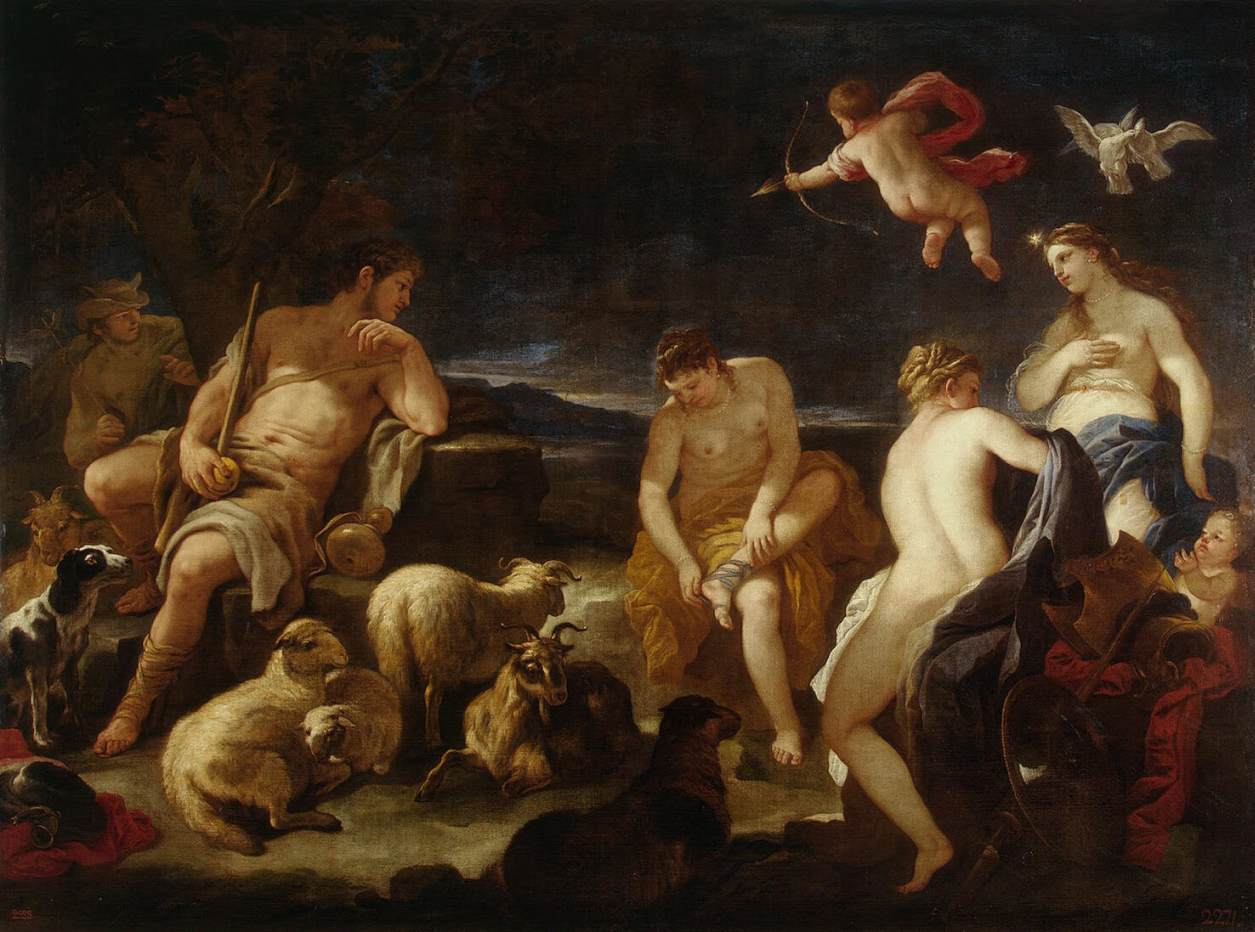
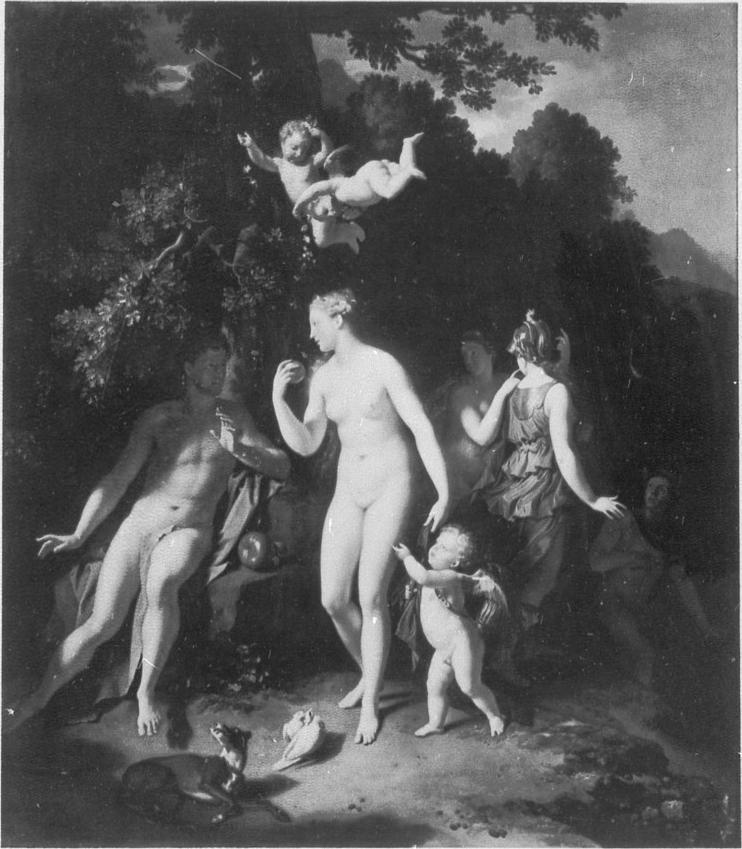
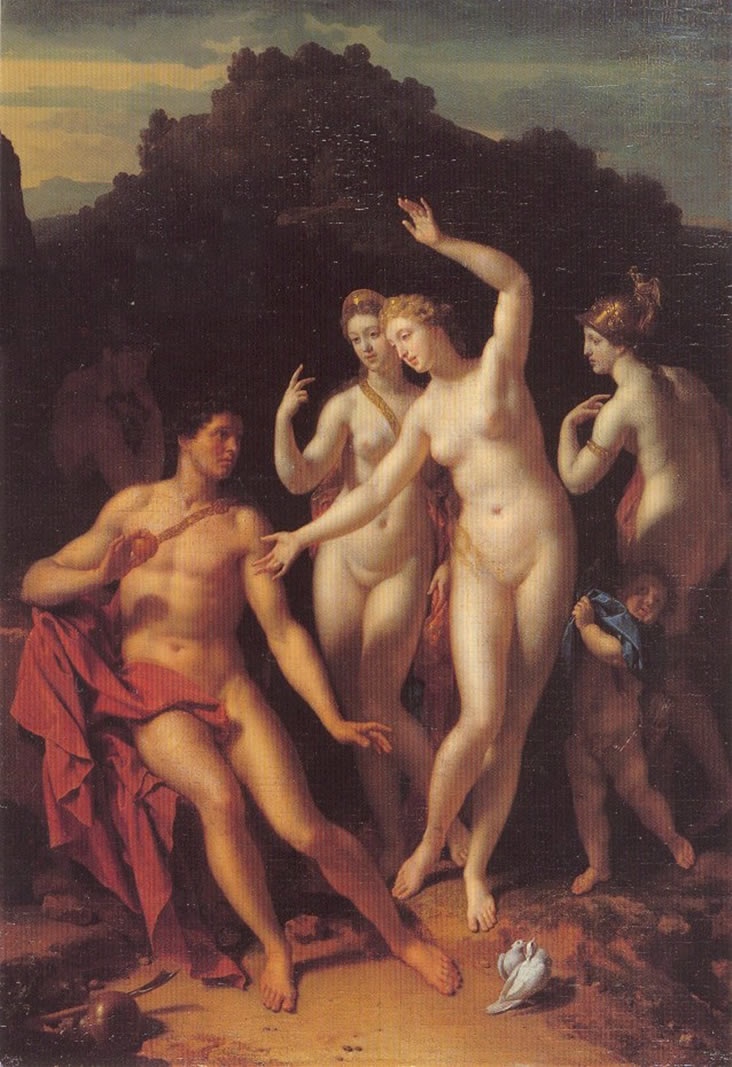
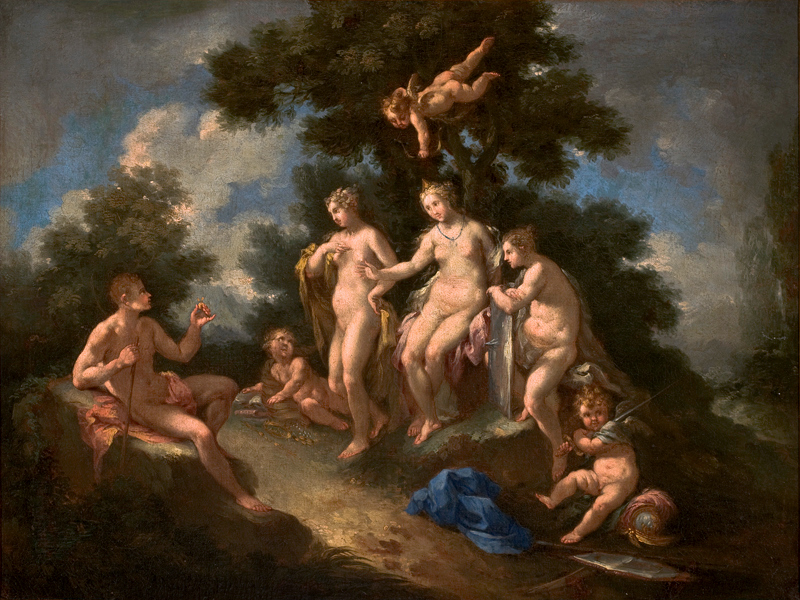
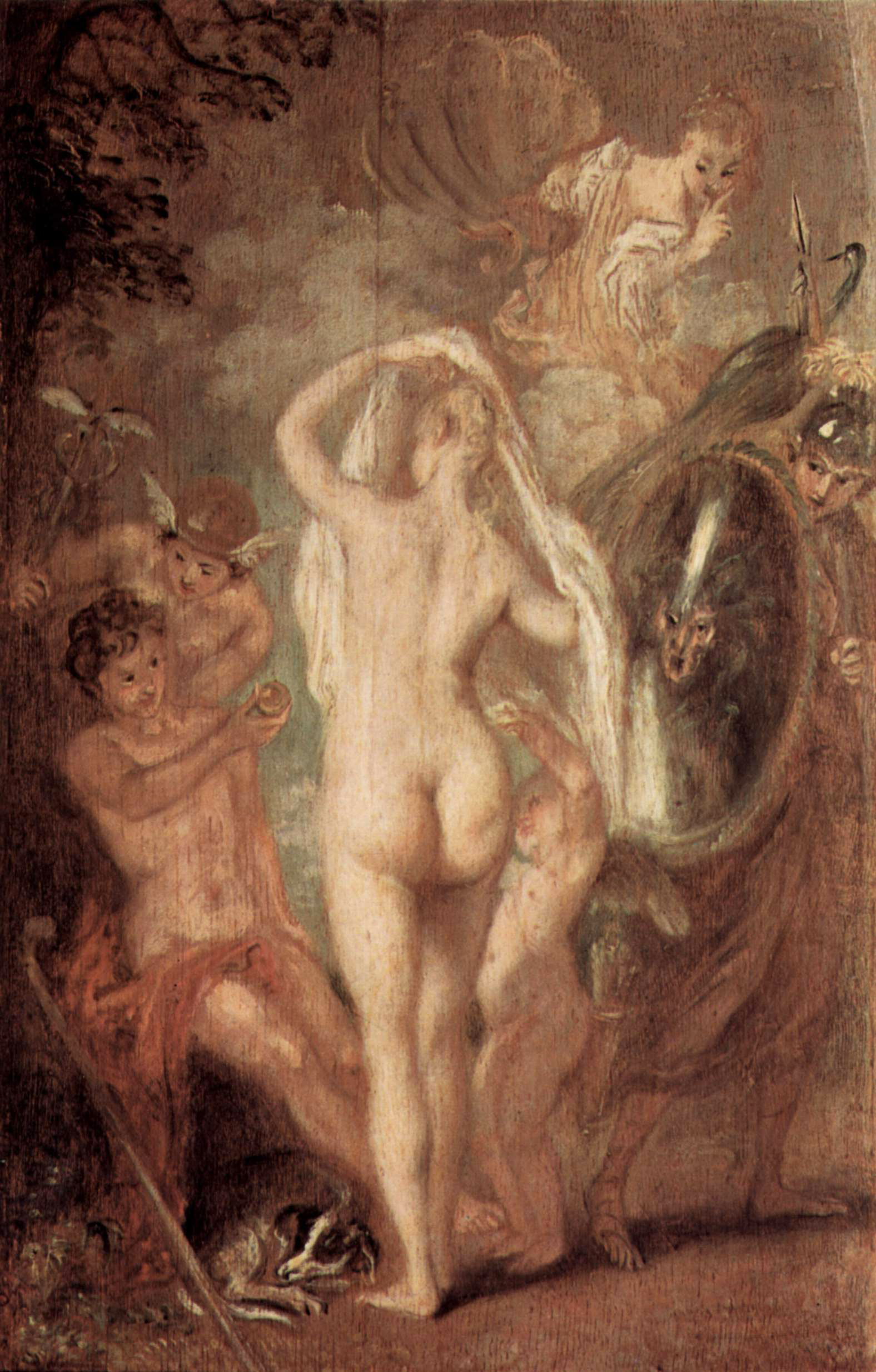
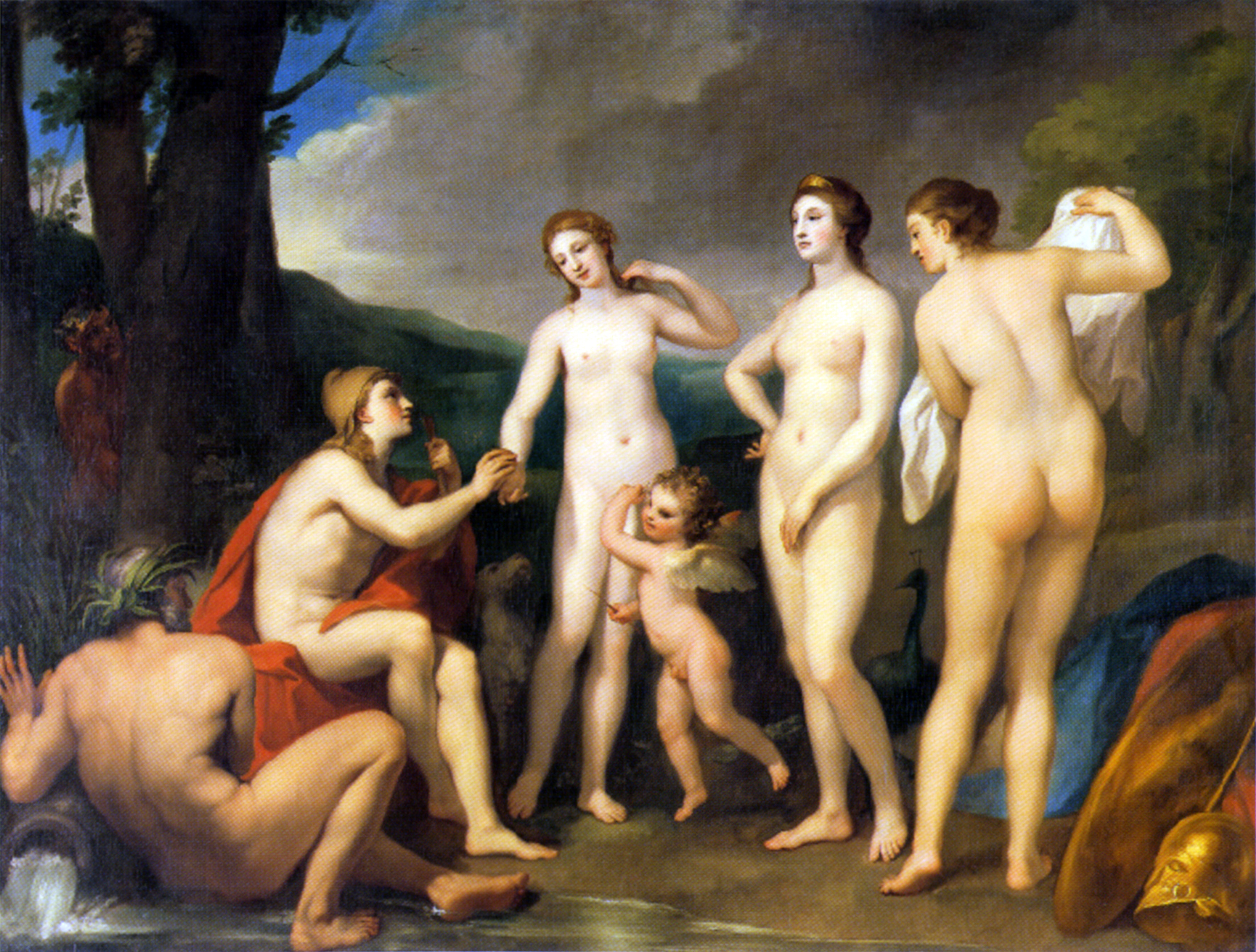
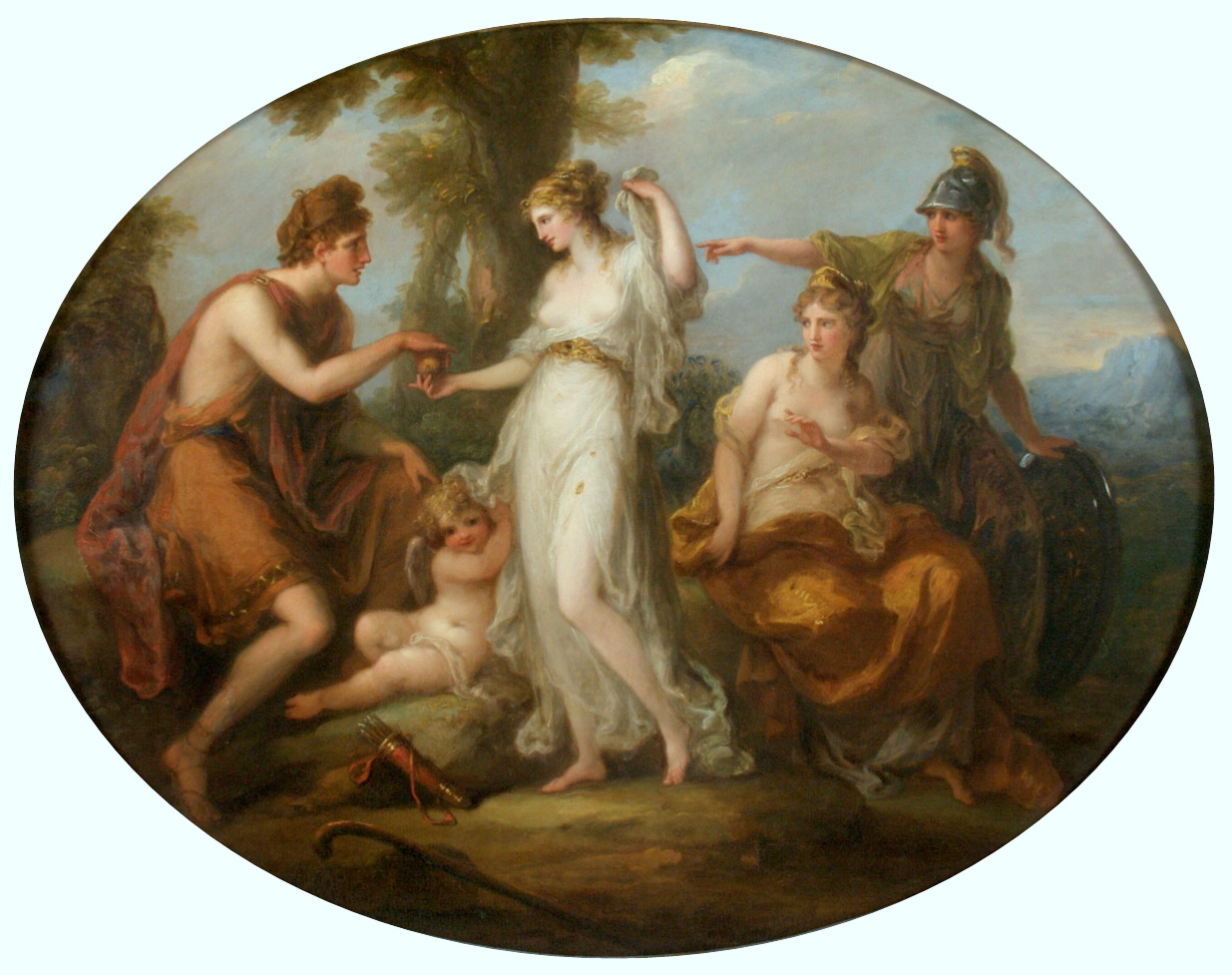
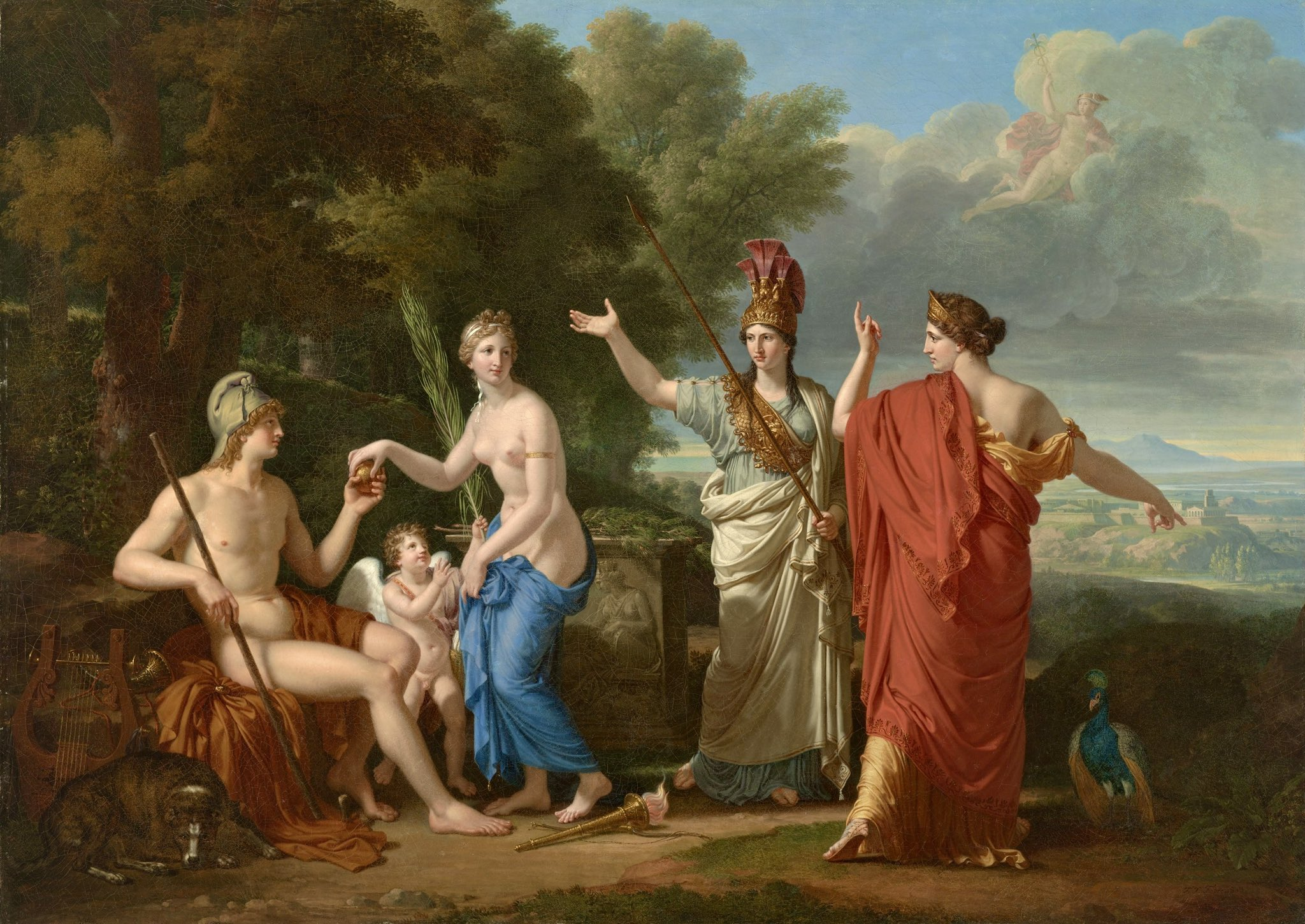
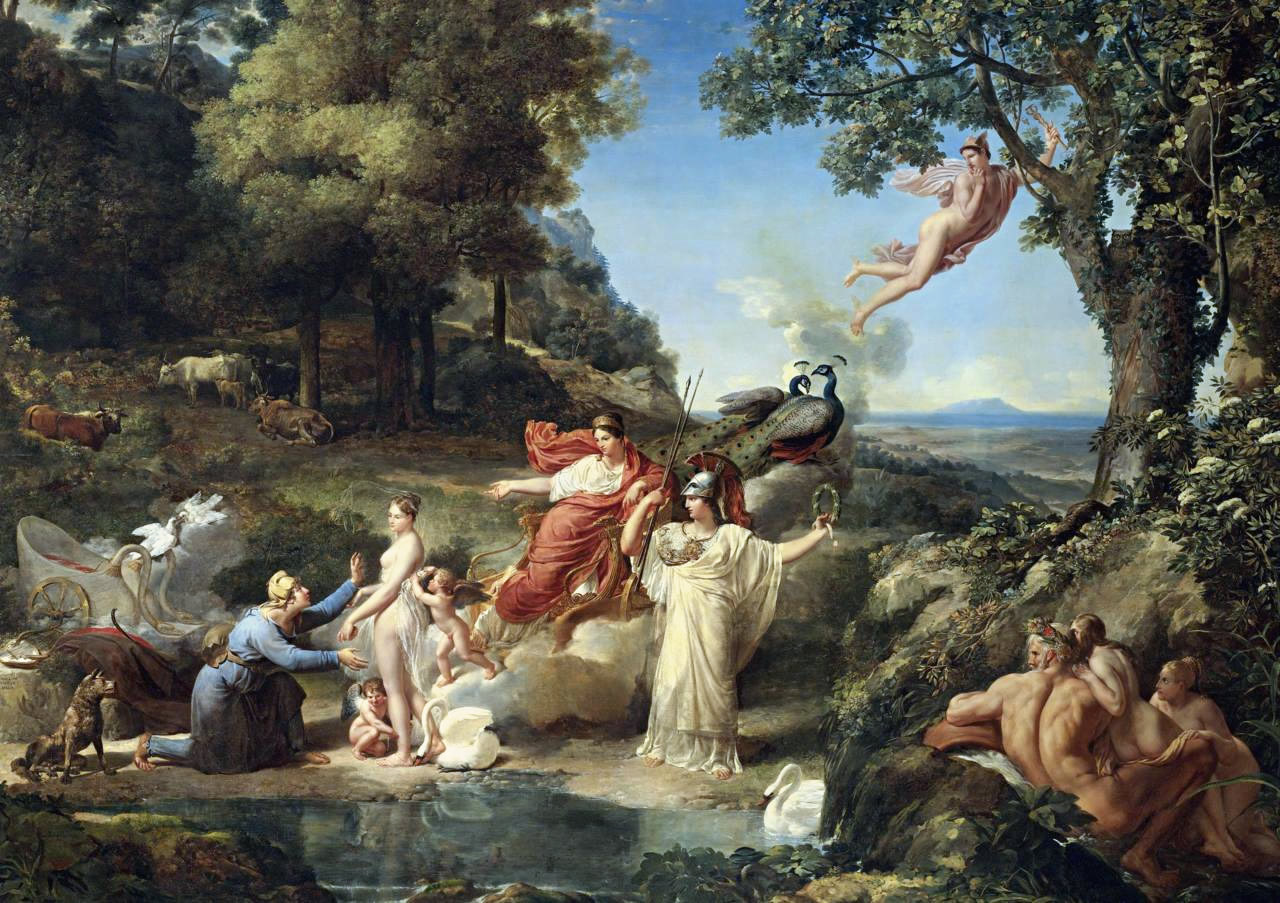
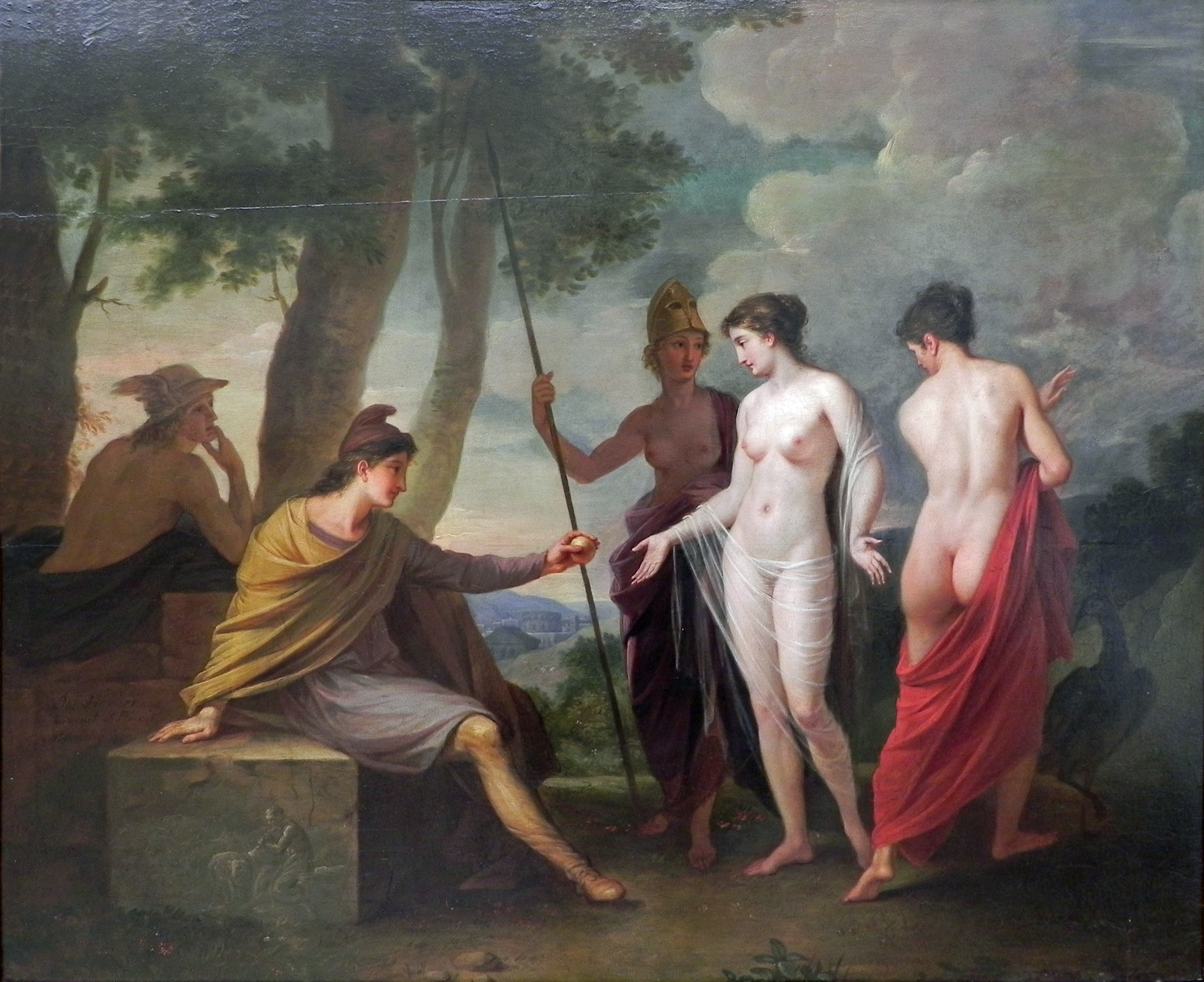
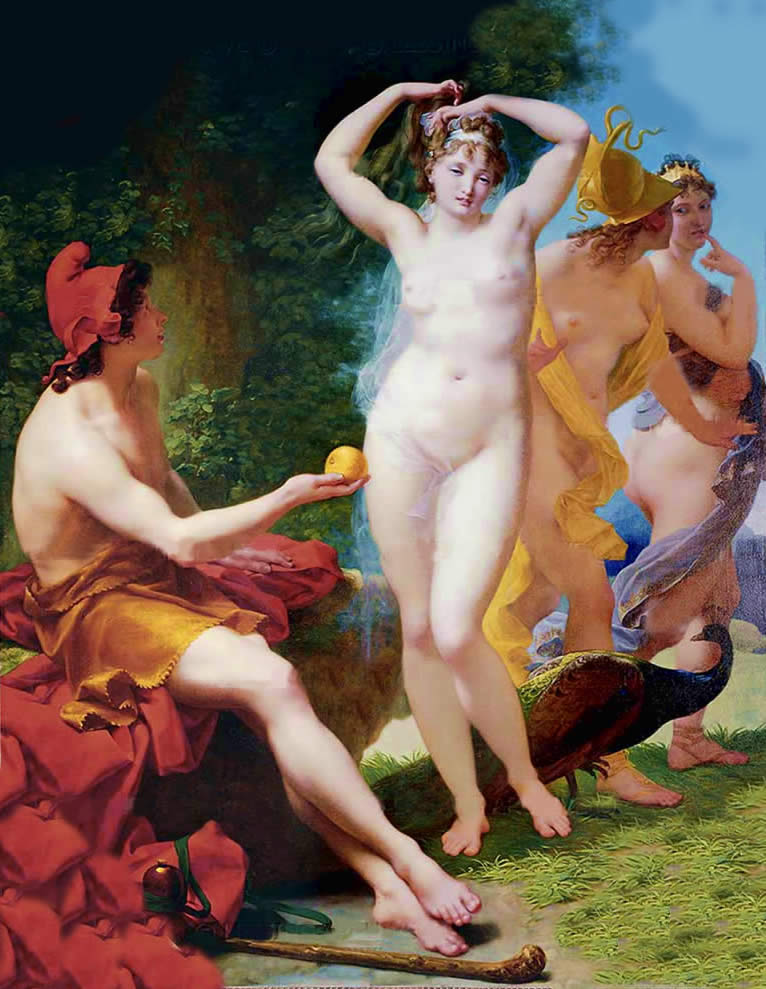
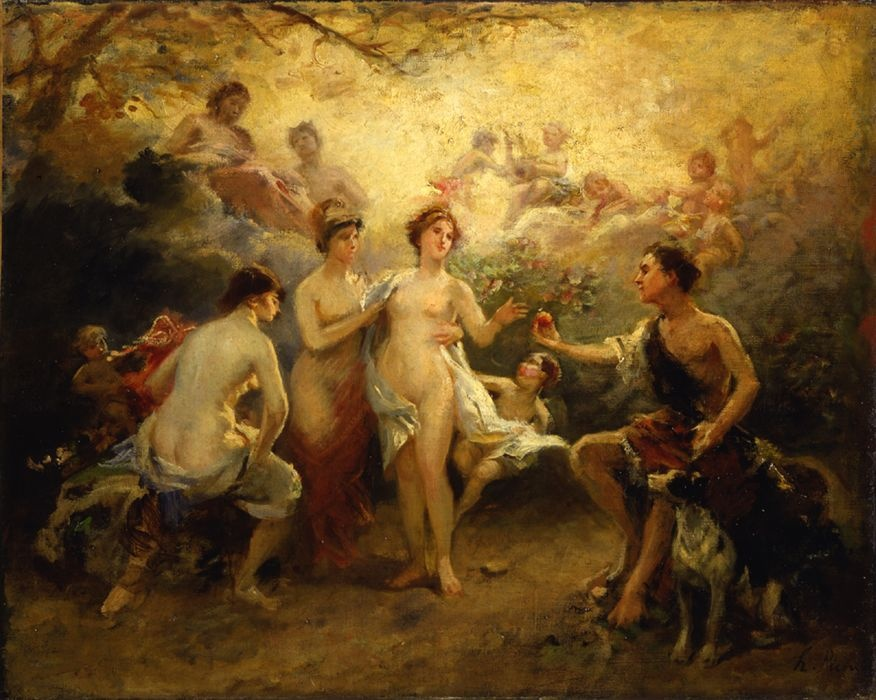
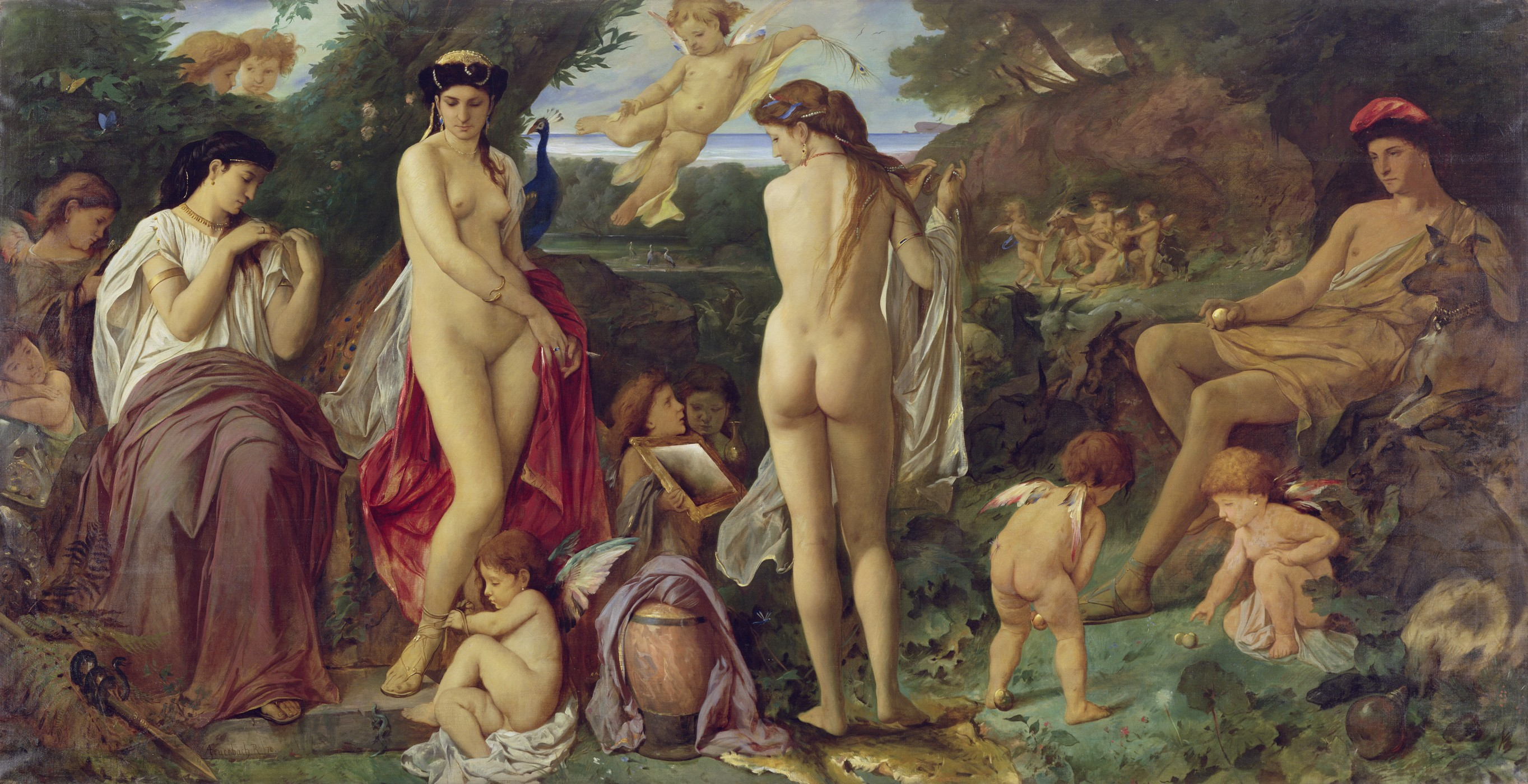
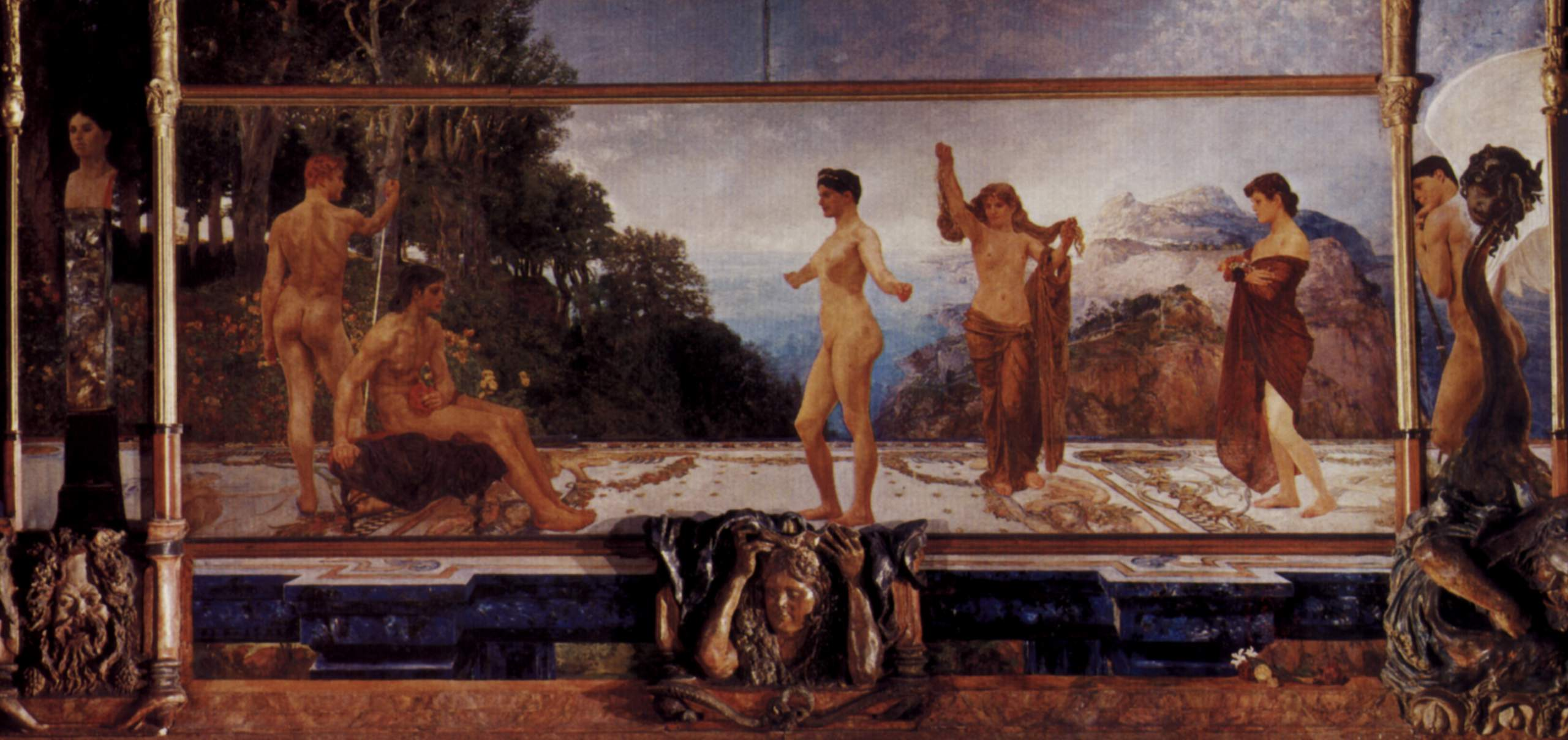
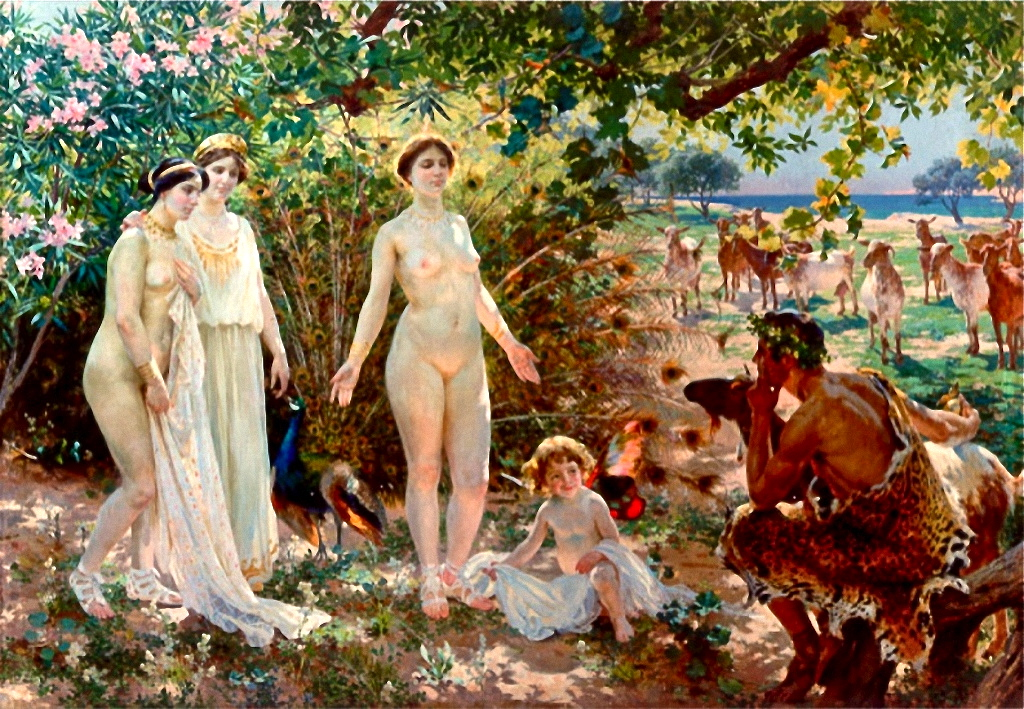
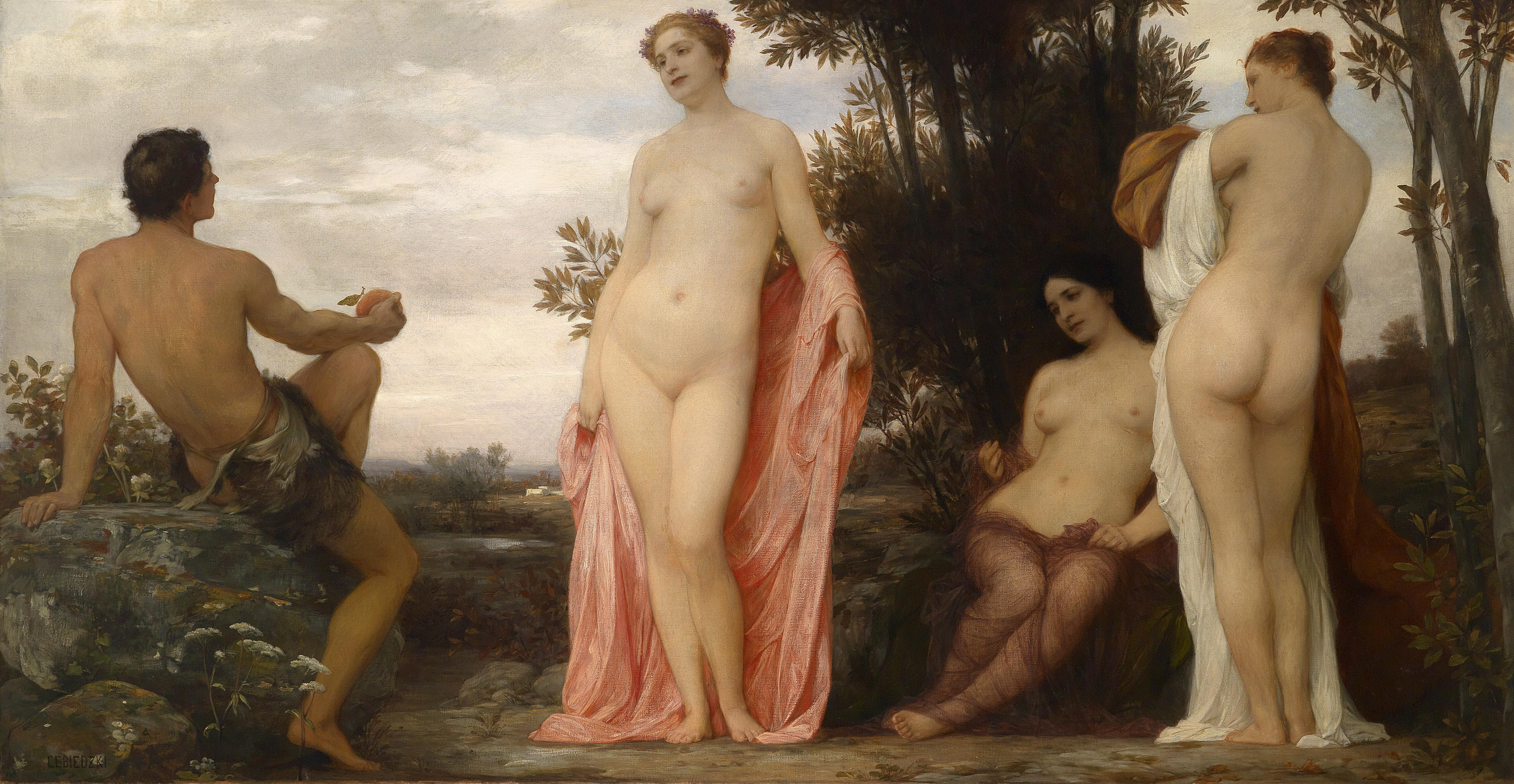
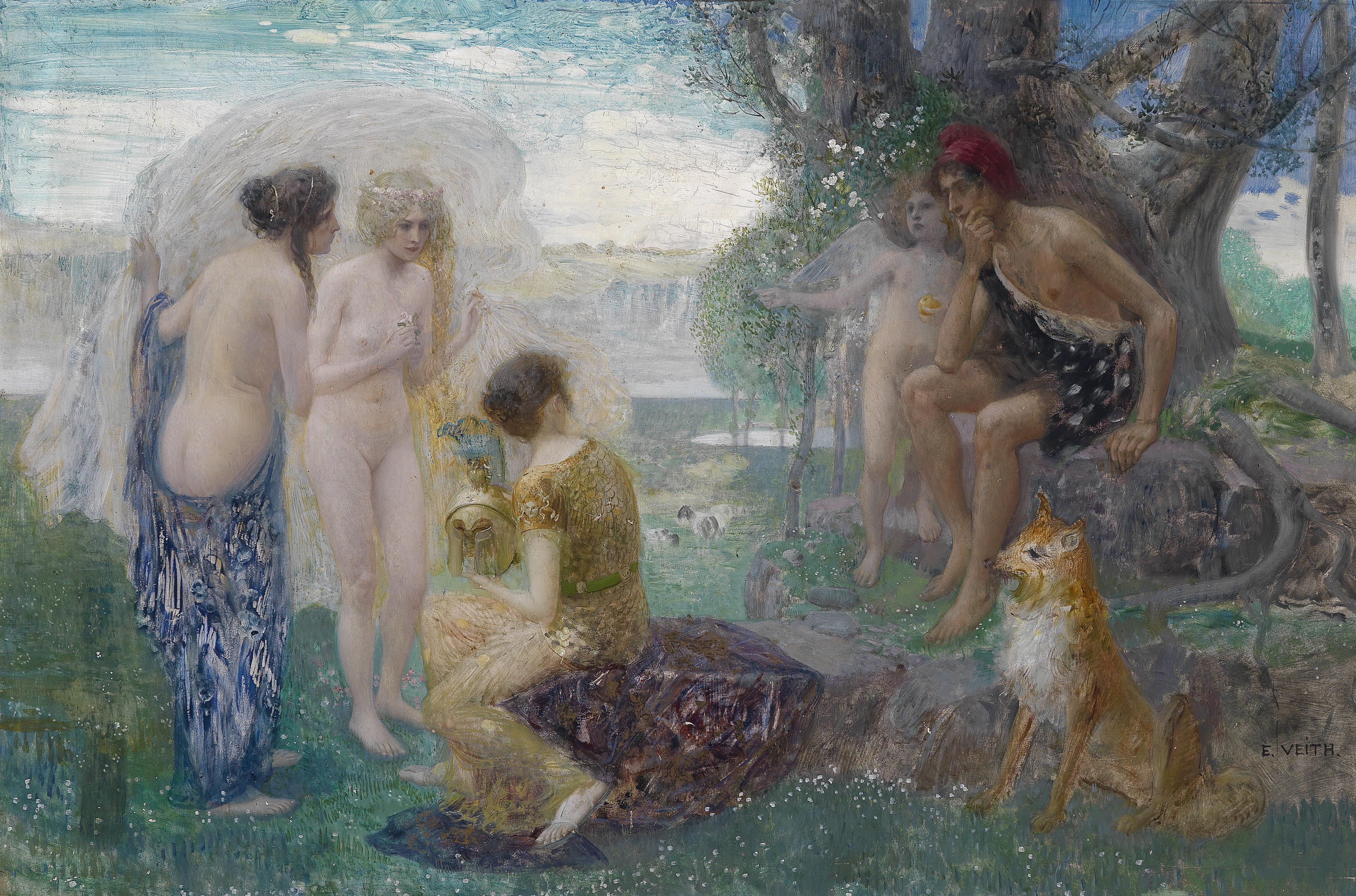